# Hlybocký rajón
Hlybocký rajón (ukrajinsky Глибоцький район) je bývalý rajón v Černovické oblasti na Ukrajině. Hlavním městem byla Hlyboka a rajón měl přibližně 74 tisíc obyvatel. 

## Sídla v rajónu
- Hlyboka